# Физический факультет Института естественных наук и математики Уральского федерального университета
Департамент «Физический факультет» УрФУ (бывш. УрГУ) — учебно-научное подразделение Института естественных наук и математики Уральского федерального университета, дающее фундаментальную подготовку в различных областях физики, астрономии и геодезии.

## Общие сведения
Физический факультет УрГУ им. А. М. Горького был основан в 1931 году в городе Свердловске (ныне Екатеринбург) и первоначально назывался Физико-математический факультет УралУниверситета. В годы Великой Отечественной войны (ВОВ) факультет выпускал физиков и математиков разных специальностей для оборонной промышленности, образования и науки СССР. Сотни студентов и преподавателей физико-математического факультета ушли на фронт.
В эти годы преподавали академик АН УССР  В. И. Архаров, академик АН СССР С. В. Вонсовский.
После окончания ВОВ на факультете также преподавали и занимались научной деятельностью профессора А. К. Кикоин, А. А. Бердышев, В. Я. Кобелев, доцент А. Ф. Герасимов, члены-корреспонденты РАН Я. С. Шур, Е. А. Туров, М. Н. Михеев, профессор В. Н. Конев.
Начиная с 70-х годов XX века в ряды преподавателей физического факультета влились лучшие из его выпускников — профессора Ю. А. Изюмов (позже стал академиком РАН), Г. С. Кандаурова, В. В. Зверев, К. А. Бархатова, а еще позже — профессора П. Е. Суетин (был ректором УрГУ в 1976—1993 годах), академик Б. В. Литвинов, профессора  А. А. Казаков, Б. Х. Ишмухаметов, А. Н. Бабушкин,  Е. А. Памятных, М. И. Кацнельсон, академик М. В. Садовский.
В мае 2011 года физический факультет УрГУ вошел в состав Института Естественных наук и математики УрФУ им. Б. Н. Ельцина в связи с реорганизацией Уральского Госуниверситета и вхождением его в состав УрФУ.

## Структура факультета
В настоящее время (май 2012 года) на физическом факультете успешно работают следующие кафедры:
- Кафедра теоретической физики
- Кафедра общей и молекулярной физики
- Кафедра компьютерной физики
- Кафедра физики магнитных явлений и магнитных наноматериалов
- Кафедра физики низких температур
- Кафедра физики конденсированного состояния
- Кафедра астрономии и геодезии

В составе Факультета действуют несколько Научных проблемных лабораторий, оборудованных новейшим оборудованием, а также Астрономическая обсерватория имени К. А. Бархатовой УрГУ в Коуровке.
В 2002 году на базе физического факультета УрГУ был открыт Центр коллективного пользования «Современные нанотехнологии».

## Общефакультетские мероприятия
- Зимняя Физическая Школа. Проводится на одной из баз отдыха в первую неделю весеннего семестра.
- Ежегодная международная студенческая научная конференция по астрономии и геодезии «Физика космоса». Проводится в Астрономической обсерватории в Коуровке в конце января — начале февраля.
- Посвящение в первокурсники: ежегодный праздник, который проводится в Астрономической обсерватории им. К. А. Бархатовой в Коуровке близ дней осеннего или весеннего равноденствия.